# تقریباً درست
"تقریباً درست" (به انگلیسی: Halfway Right) یک ترانه از گروه لینکین پارک است؛ این، هشتمین ترانهٔ آلبوم یک نور دیگر است.

## موزیک ویدئو
در تاریخ ۱۸ مه سال ۲۰۱۷ لینکین پارک موزیک ویدئوی "تقریباً درست" را در یوتیوب رسمی خود منتشر کرد؛ بازدیدهای این موزیک ویدئو نسبت به سایر کارهای لینکین پارک بسیار پایین بوده‌است.

## رتبه در جدول
| جدول سال ۲۰۱۷             | رتبه |
| ------------------------- | ---- |
| آمریکا (ترانه‌های داغ راک) | ۴۶   |